# The Look
A The Look című dal a svéd Roxette 4. kimásolt kislemeze a Look Sharp! című 2. stúdióalbumukról. A dal 1989. január 12-én jelent meg az EMI kiadónál, és az év legsikeresebb kislemezévé vált. A dal 25 ország toplistájának élére került, és felkerült az amerikai Billboard Hot 100-as listájára is.

## Előzmények
A duó második stúdióalbuma a Look Sharp! 1988. októberében jelent meg, és azonnali siker lett Svédországban, ahol két hétig volt első helyezett az albumlistán. Az albumról kimásolt két kislemezt Svédországban jelentették meg, a Dressed for Success és a Listen to Your Heart sláger lett, a harmadik Chances Németországban, Franciaországban, és Olaszországban jelent meg, azonban slágerlistás helyezést nem ért el.
Amikor a "The Look" megjelent Svédországban, egy Minesotából származó cserediák Dean Cushman megvásárolt a kislemezt, és hazavitte, majd egy helyi rádióállomásnak, a KDWB-nek átadta a dalt, hogy játssza le. A siker nem maradt el, és a dal továbbterjedt más amerikai rádióállomások felé is A duónak azonban nem volt amerikai szerződése, mert az EMI America nem találta megfelelőnek őket az amerikai piacra. A dal már slágerlistás helyezés volt a Billboard Hot 100-as listán még a duó hivatalos promóciója előtt. Nyolc héttel később a dal 1 helyezett lett a listán.

## Kompozíció
A "The Look" című dalt Gessle írta, miközben megtanulta az Ensoniqu ESQ szintetizátor használatát. A dalt rendkívül fontosnak találta, mivel a tizenhatodik hang ritmusát a ZZ Top ihlette.

## Megjelenések
Minden dalt Per Gessle írt.
- 7"  Svédország EMI 136336 ·  Egyesült Királyság EMI EM87 ·  Amerikai Egyesült Államok EMI B-50190)
- MC Single  Egyesült Királyság  TCEM87 ·  Amerikai Egyesült Államok 4JM-50190)

1. "The Look" – 3:56
2. "Silver Blue" (Demo) – 4:05

- 12"  Svédország 1363336 ·  Egyesült Királyság 12EM87)

1. "The Look" (Head Drum Mix) – 7:22
2. "The Look" (7" Version) – 3:58
3. "Silver Blue" (Demo) – 4:05

- 12" V  Amerikai Egyesült Államok-56133

1. "The Look" (Visible Mix) – 6:03
2. "The Look" (Power Radio Mix) – 4:09
3. "The Look" (Big Red Mix) – 7:33
4. "The Look" (Invisible dub) – 5:11
5. "Silver Blue" (Demo) – 4:00

- CD Single  Svédország den 1363332 ·  Egyesült Királyság EMI CDEM87)

1. "The Look" (Head Drum Mix) – 7:22
2. "The Look" (7" Version) – 3:58
3. "Silver Blue" (Demo) – 4:06
4. "Sleeping Single" (Demo) – 3:46

## Slágerlista
| Slágerlista (1989)                    | Legjobb helyezések |
| ------------------------------------- | ------------------ |
| Ausztrália (ARIA)                     | 1                  |
| Ausztria (Ö3 Austria Top 40)          | 2                  |
| Belgium (Ultratop 50 Flanders)        | 3                  |
| Kanada Top Singles (RPM)              | 2                  |
| Kanada Dance/Urban (RPM)              | 13                 |
| Finland (Suomen virallinen lista)     | 1                  |
| Franciaország (Single Top 100)        | 12                 |
| European Hot 100 (Music & Media)      | 1                  |
| Németország (Media Control Charts)    | 1                  |
| Írország (IRMA)                       | 10                 |
| Italy (FIMI)                          | 1                  |
| Japan International (Oricon)          | 2                  |
| Hollandia (Top 40)                    | 2                  |
| Hollandia (Single Top 100)            | 2                  |
| Új-Zéland (Recorded Music NZ)         | 1                  |
| Norvégia (VG-lista)                   | 1                  |
| Poland Airplay (ZPAV)                 | 8                  |
| Spain (AFYVE)                         | 1                  |
| Svédország (Sverigetopplistan)        | 6                  |
| Svájc (Schweizer Hitparade)           | 1                  |
| Egyesült Királyság (UK Singles Chart) | 7                  |
| US Billboard Hot 100                  | 1                  |
| US Hot Dance Club Songs (Billboard)   | 47                 |

| Slágerlista (2019)                           | Legjobb helyezés |
| -------------------------------------------- | ---------------- |
| Australian Digital Tracks (ARIA)             | 34               |
| Skócia (Scottish Singles Top 40)             | 83               |
| Egyesült Királyság (Official Charts Company) | 96               |

| Slágerlista (1989)                      | Helyezések |
| --------------------------------------- | ---------- |
| Australian Singles (ARIA)               | 2          |
| Austrian Singles (Ö3)                   | 2          |
| Belgian Singles (Ultratop Flanders)     | 24         |
| Brazilian Singles (ABPD)                | 35         |
| Canadian Singles (RPM)                  | 10         |
| Dutch Singles (Top 40)                  | 10         |
| Dutch Singles (Top 100)                 | 43         |
| German Singles (GfK)                    | 4          |
| Italian Singles (FIMI)                  | 9          |
| New Zealand Singles (Recorded Music NZ) | 2          |
| Swiss Singles (Schweizer Hitparade)     | 2          |
| US Billboard Hot 100                    | 17         |
| US Singles (Cashbox)                    | 6          |
| US Radio Songs (Billboard)              | 14         |
| US Pop Songs (Billboard)                | 39         |

| Slágerlista (1980–89) | Helyezések |
| --------------------- | ---------- |
| German Singles (GfK)  | 30         |

## Minősítések
| Ország                           | Minősítés | Eladások |
| -------------------------------- | --------- | -------- |
| Ausztrália ARIA                  | platina   | 70.000   |
| Svédország (GLF)                 | arany     | 25.000   |
| Kanada (Music Canada)            | arany     | 50.000   |
| Amerikai Egyesült Államok (RIAA) | arany     | 500.000  |

## '95 Remix
A "The Look" című dalt 1995-ben remixelték, és kizárólag az Egyesült Királyságban jelentették meg az első gyűjteményes album a Don't Bore Us, a Get the Chorus  megjelenésével egyidejűleg. A dal ezen változata albumra nem került fel, azonban két változat szerepel az 1996-os She Doesn't Live Here Anymore című kislemezen.

## Megjelenések
- UK CD1   Egyesült Királyság EMI CDEMS406

1. "The Look" (Chaps 1995 Remix) – 5:08
2. "The Look" (Chaps Donna Bass Mix) – 6:53
3. "The Look" (Rapino Club Mix) – 5:22
4. "The Look" (Rapino Dub Mix) – 5:14

- UK CD2  Egyesült Királyság EMI CDEMS406

1. "The Look" (Chaps 1995 Remix) – 5:10
2. "The Look" (Original Version) – 3:59
3. "Crazy About You" – 3:59
4. "Dressed for Success" (U.S. Mix) – 4:53

## Slágerlista

### Charts
| Slágerlista (1995)                     | Legjobb helyezés |
| -------------------------------------- | ---------------- |
| Scotland (The Official Charts Company) | 33               |
| Egyesült Királyság (UK Singles Chart)  | 28               |

## Közreműködő előadók
- Per Gessle – ének, háttérének
- Marie Fredriksson – ének, háttérének
- Per "Pelle" Alsing – lábcin
- Anders Herrlin – hangmérnök
- Jonas Isacsson – elektromos gitár
- Clarence Öfwerman – billentyűs hangszerek, producer
- Alar Suurna – hangmérnök

## Feldolgozások
- A Candlelight Red elkészítette a dal modern rock változatát a "The Wreckage" című 2011-es albumukra, majd 2012 márciusában megjelentette a "She's Got the Look" című kislemezt.
- Az Electric Six amerikai együttes készítette el saját változatát Mimicry and Memories című albumukra.
- A hongkongi Alan Tam énekesnő 1989-ben kantoni nyelven dolgozta fel a dalt. „你 知 我 知” (ami fordításként azt jelenti, hogy „Tudod, tudom”).

## Megjelenések más médiában
- A dalt először a Baywatch című filmsorozat "The Cretin of the Shallows" című epizódban lehetett hallani, mely 1989. december 1-én került bemutatásra.
- A 90-es években az indiai Lakmé Cosmetics használta fel reklámkampányának a dalt, melyben az indiai Aishwariya Rai közreműködött.
- A dal hallható volt a Grand Theft Auto IV videójátékban, és Vice City FM rádióállomáson.
- A dal a 2010-es Rock Band 3. játékban is hallható volt.
- A dal hallható volt  a Family Guy "Baby Not on Board" című epizódjában ahol Swewie egész éjszaka a perzsa rádiót hallgatta.
- A dal hallható volt a TV Land televíziós csatornán futó "She's Got the Look" című reality show-ban.
- A dalt Sarag Geronimo filippínó énekesnő a Jag ruházati márka népszerűsítésére használta.
- A dalt Luantan Ascent tajvani művész is felhasználta.
- A Scream Queens FOX sorozat 2. évadjában a dalt egy olyan jelentben mutatják be, ahol Dr. Brock Holt zuhanyzik kórházi öltözőjében.[48]
- A dal a 2017-es Netflix TV-sorozat GLOW 2. epizódjának nyitó dala volt.[49]
- A dal acapella változatát használták fel a 2018-as Toyota Carmy reklámfilmjében.[50]

## 2015 Remake
A The Look 2015 Remake egy átdolgozás a svéd Roxette duótól, mely csak 7 inches kislemezen jelent meg, illetve digitálisan lehetett letölteni. A dal 2015. július 17-én jelent meg, és az X-Level Stúdióban vették fel, – korábbi nevén EMI Stúdió – , melyben az eredeti hanganyagot is rögzítették 1988-ban. Az átdolgozáshoz a hangszerelés mellett az éneket is újra felvették. Az eredeti dal szerepelt volna a svéd divatmárka "KappAhl" hirdetési kampányában is, de Gessle úgy döntött, hogy inkább egy exkluzív remixet készít ehhez a dologhoz. Az átdolgozás két nap alatt elkészült.

## Megjelenés
- 7" & Digitális letöltés(334–43545)

1. "The Look" (2015 Remake) – 3:58
2. "The Look" (2015 Remake) (Instrumental) – 3:55

## Külső hivatkozások
- Making of the Look – Nézd meg hogy készült a feldolgozás [52]